# Toni Grande
José Antonio Grande Cereijo, más conocido como Toni Grande (Valencia, España, 17 de septiembre de 1947), es un exfutbolista y entrenador español. Jugaba de centrocampista. Como entrenador ha trabajado en las categorías inferiores del Real Madrid, y como segundo entrenador del primer equipo con Fabio Capello y Vicente del Bosque. Actualmente trabaja como ayudante en la Selección de fútbol de Corea del Sur.

## Trayectoria

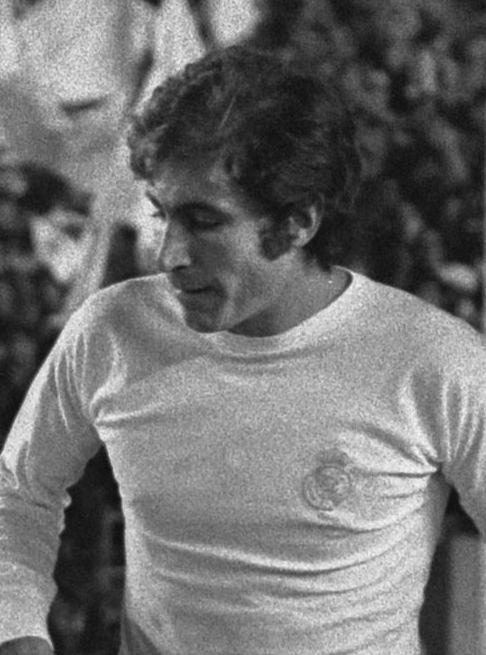
Toni Grande en la eliminatoria de semifinales de la Copa de Europa 1972-73 frente al A. F. C. Ajax.

- 1963-67: Categorías inferiores del Real Madrid
- 1967-68: Rayo Vallecano (cedido por el Real Madrid)
- 1968-73: Real Madrid
- 1973-74: Racing de Santander (cedido por el Real Madrid)
- 1974-76: Granada CF
- 1976-77: CF Palencia

## Palmarés
- 2 Ligas de fútbol con el Real Madrid en los años 1969 y 1972.
- 1 Copa del Rey con el Real Madrid en el año 1970.